# Adamsbrücke

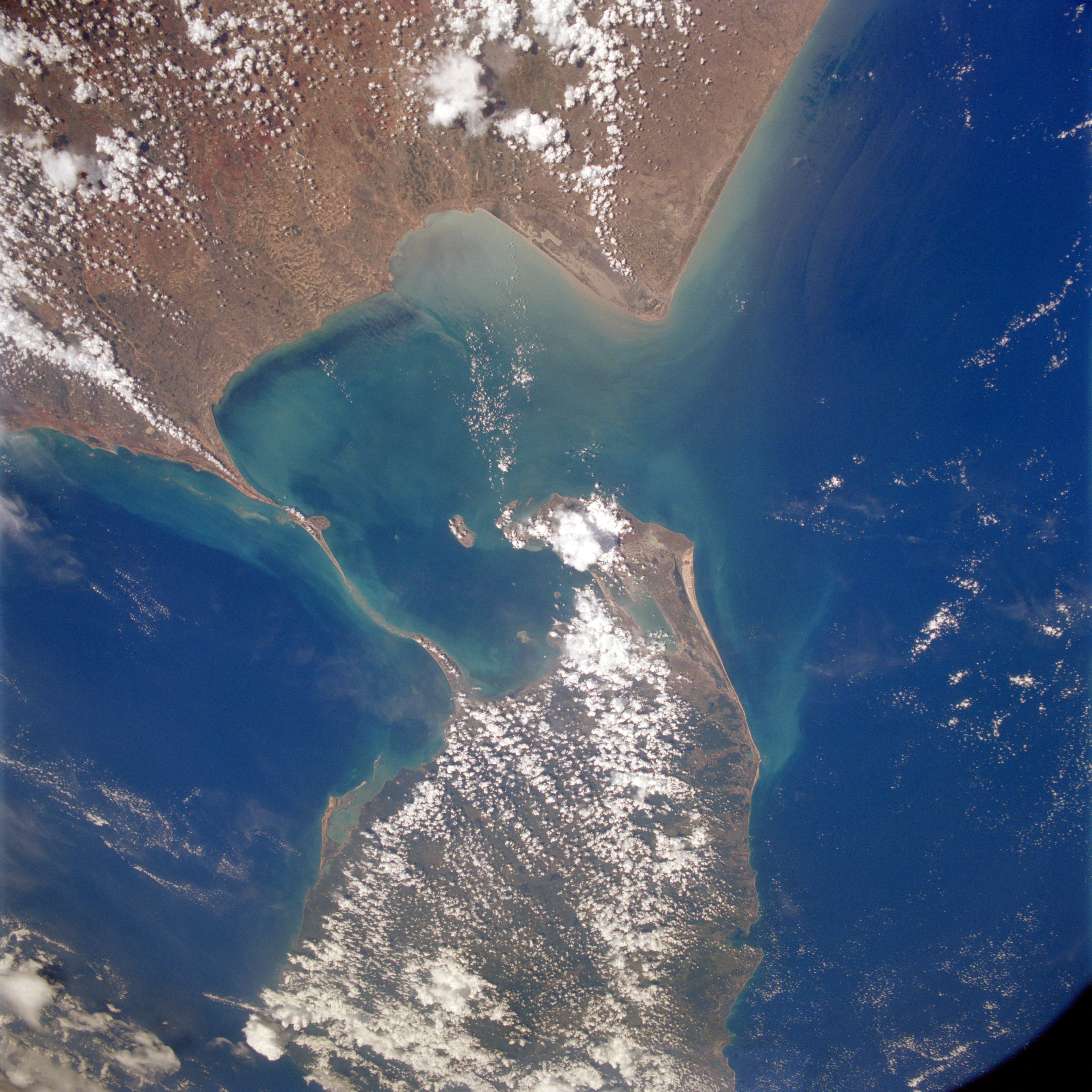
NASA-Satellitenbild der Adamsbrücke. Unten liegt Sri Lanka.

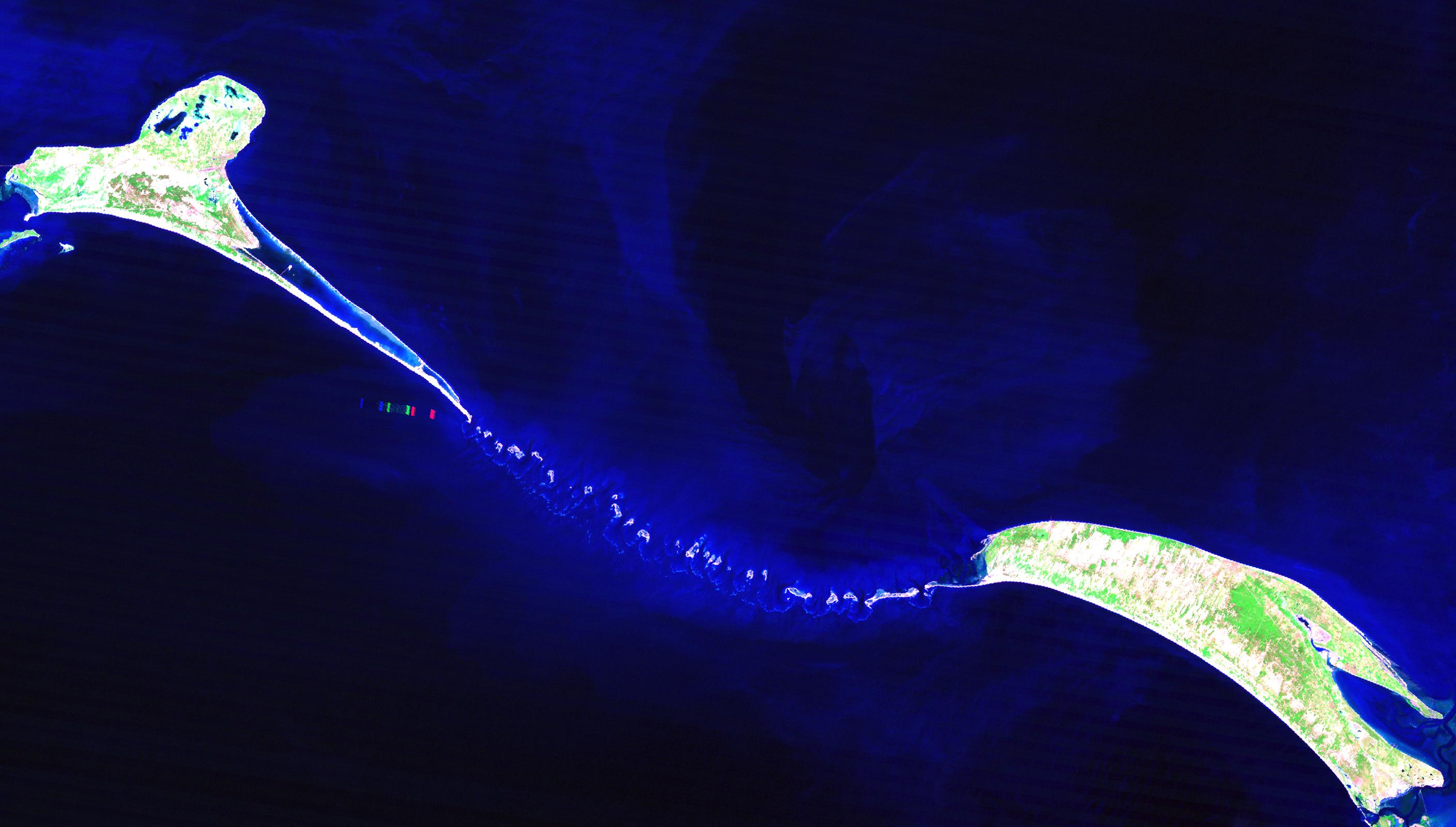
Landsat-5-Aufnahme der Adamsbrücke

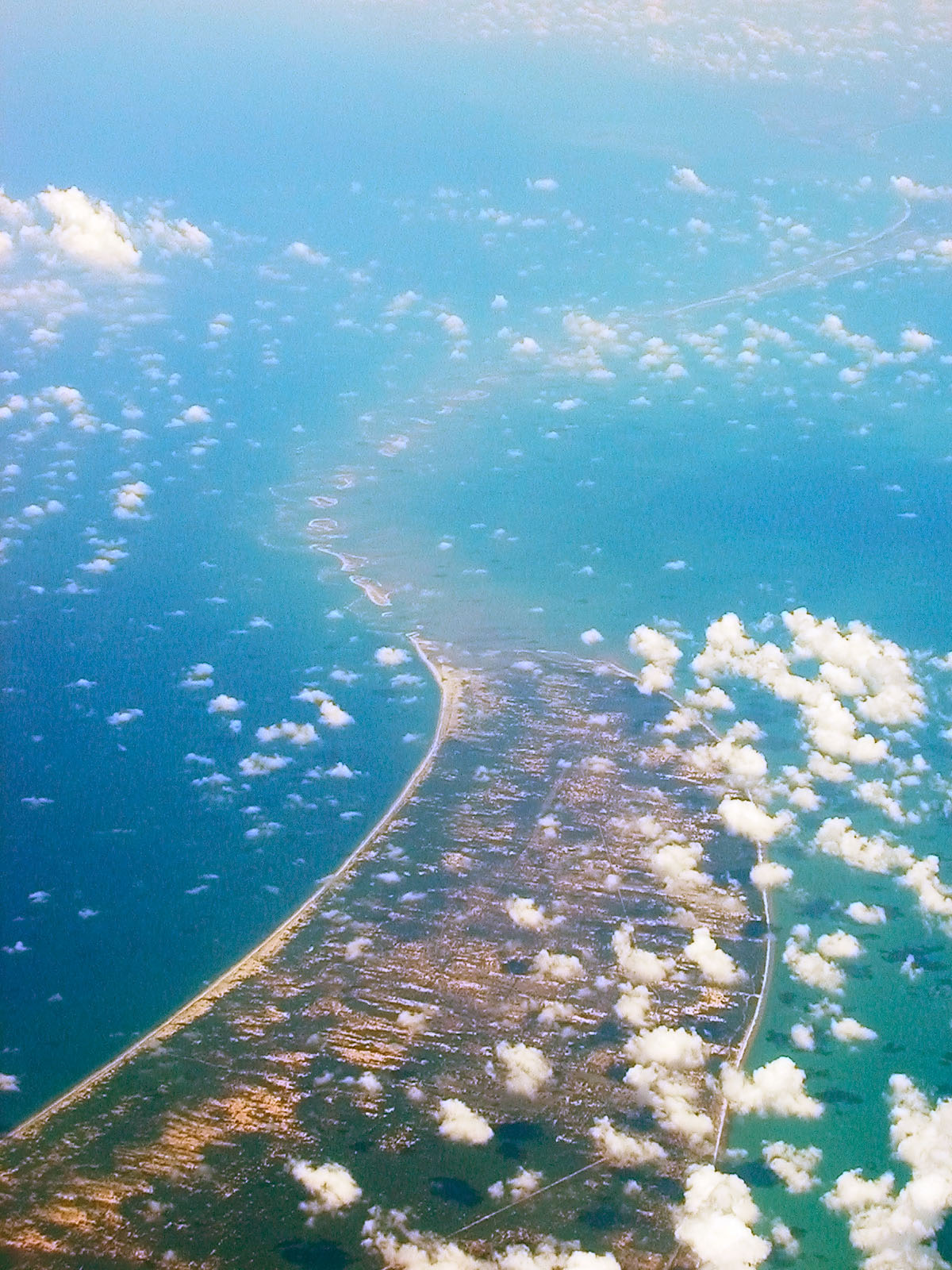
Luftaufnahme der Adamsbrücke

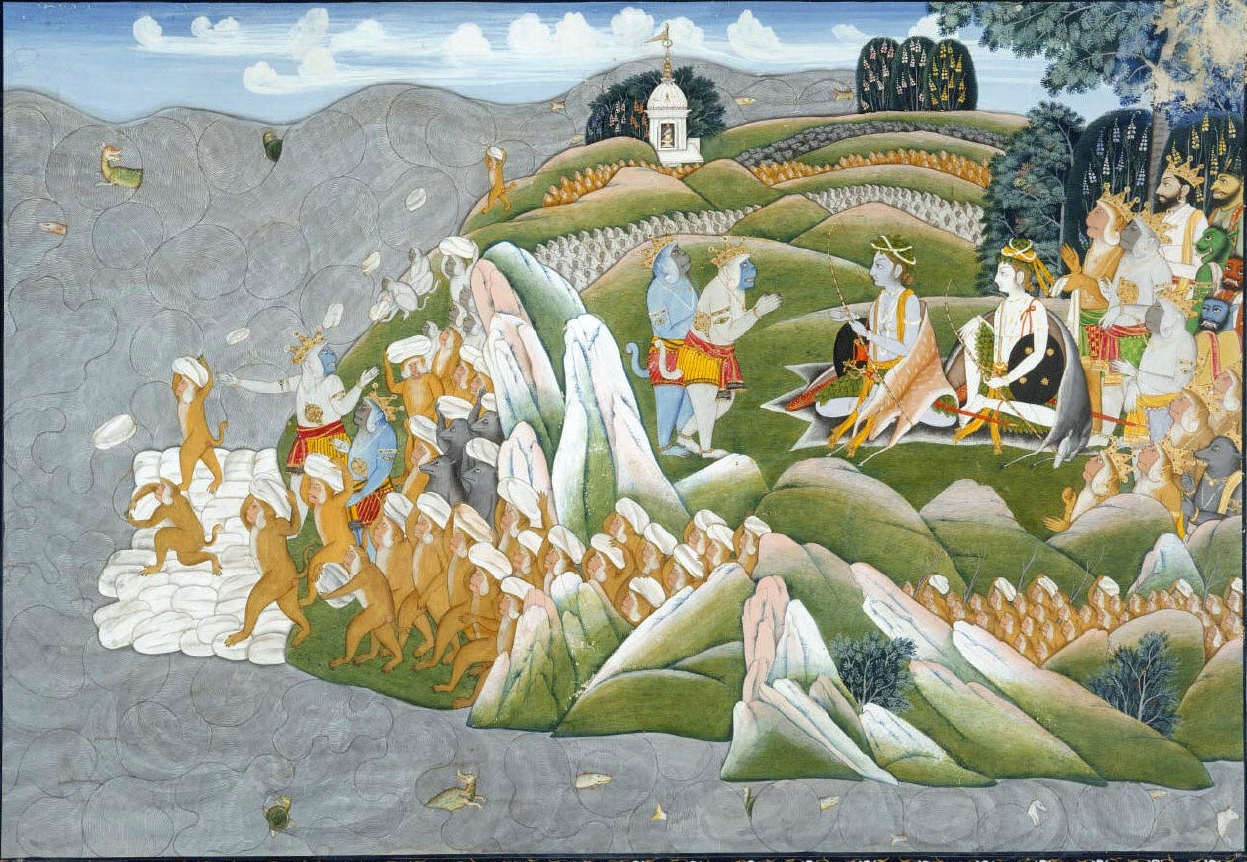
Affen und Bären bauen die Rama Setu: Miniaturmalerei, Kangra, um 1850.

Die Adamsbrücke (engl. Adam’s Bridge, Rama's Bridge; sanskrit Rama Setu) ist eine Kette von Sandbänken, Korallenriffen und Inseln zwischen Indien und Sri Lanka.

## Geografie
Die Adamsbrücke liegt in der Meerenge an der Stelle, an der sich Indien und Sri Lanka am nächsten sind. Sie verläuft von der Insel Pamban, die der Südostküste des indischen Bundesstaates Tamil Nadu vorgelagert ist, zur Insel Mannar vor der Nordwestküste Sri Lankas. In Sri Lanka liegt am Ende der Inselkette der Insel Mannar der Ort Talaimannar, auf der Insel Pamban am indischen Ende befinden sich die Pilgerstadt Rameswaram und auf einer gut 20 km langen Landzunge der von einem Zyklon im Jahr 1964 zerstörte Ort Dhanushkodi. Die Länge der Adamsbrücke als Landform zwischen Talaimannar und Rameswaram beträgt rund 50 km, die der in einem großen Bogen verlaufenden Inselkette zwischen der Spitze der Landzunge östlich von Danushkodi und der Insel Mannar nur etwa 30 km.
Die Adamsbrücke trennt die nordöstlich von ihr liegende Palkbucht und die anschließende Palkstraße von dem im Südwesten liegenden Golf von Mannar.

## Name und Mythologie
In Indien ist die Adamsbrücke nach einem hinduistischen Mythos auch als Rama’s Bridge oder Rama Setu (Sanskrit für „Ramas Brücke“) bekannt. Im Epos Ramayana wird geschildert, wie ein Heer von mythologischen Affenmenschen unter der Führung von Hanuman eine Brücke baut, über die der Gott-König Rama nach Lanka gelangt, um dort seine Frau Sita aus der Entführung durch den Dämonenkönig Ravana zu retten. Orthodoxen Hindus gilt das Vorhandensein der Inselkette zwischen Indien und Sri Lanka als Beweis für die Historizität der im Ramayana geschilderten Ereignisse.

## Kanalprojekt
Die Adamsbrücke ist für Seeschiffe nicht passierbar, lediglich kleine Fischerboote können kleine Durchlässe benutzen. Kleinere Seeschiffe können die Pamban-Passage zwischen der Insel Pamban und dem indischen Festland benutzen. Größere Schiffe, die zwischen der indischen West- und Ostküste unterwegs sind, müssen Sri Lanka umschiffen und damit einen größeren Umweg in Kauf nehmen. Schon seit dem Ende des 18. Jahrhunderts gab es daher Ideen, einen schiffbaren Kanal durch die Adamsbrücke zu bauen, um den Seeweg erheblich abzukürzen. 
In jüngerer Zeit wurde das Sethusamudram Shipping Canal Project zwar 2005 von der Regierung genehmigt, stieß aber auf heftigen Widerstand, insbesondere aus hinduistischen Kreisen. Das Projekt wurde vor den Supreme Court of India gebracht. 2018 wurde entschieden, die Klagen gegen das Projekt solange auszusetzen, bis dass das Kulturministerium entschieden habe, ob die Adamsbrücke den formellen Status eines Nationaldenkmals erhalten soll bzw. erklärten Regierungsvertreter, eine Kanalroute zu suchen, die die Adamsbrücke nicht zerstören würde.
Am 3. Oktober 2023 wies das Supreme Court of India nach erfolgloser Fristverlängerung für die Regierungstellungnahme eine Klage des Hindu Personal Law Board (HPLB) auf Errichtung einer Aussichtsplattform in der Adamsbrücke und auf Zuerkennung des Status eines Nationaldenkmals zurück, weil es sich nicht in noch immer offene Verwaltungsverfahren einmischen könne. Das Projekt bleibt weiter umstritten: Während Hinduinitiativen sich weiterhin für die Erklärung zum Nationaldenkmal einsetzen, forderte die Regierung des Bundesstaates Tamil Nadu Anfang Januar 2023 einstimmig die Wiederaufnahme des Kanalprojekts.